# ヴァン・オーベルの定理
ヴァン・オーベルの定理（Van Aubel's theorem）とは四角形に関する幾何学の定理である。1878年の、ベルギーの数学者 Henricus Hubertus Van Aubel の発表にちなんで命名された。

ヴァン・オーベルの定理の図示。

オーベルの定理ともいう。

## 定理
任意の四角形の各辺に外接する正方形で、対向する正方形の重心を結んだ2線分は、長さが等しく、直交する。

## 証明
四角形 ABCD に対して，頂点 A を原点 O とする。ベクトル AB を複素数 2a に、ベクトル BC を複素数 2b に、ベクトル CD を複素数 2c に、ベクトル DA を複素数 2d に対応させる。ここで複素数の係数2は計算上の便宜的なものである。また、正方形の中心については、ベクトル AP を複素数 p に、ベクトル AQ を複素数 q に、ベクトル AR を複素数 r に、ベクトル AS を複素数 s に対応させる。四角形 ABCD は閉じているから、ベクトルを計算すると
{\displaystyle 2a+2b+2c+2d=0}
つまり、
{\displaystyle a+b+c+d=0}
となる。この条件で証明することになる。 点 P は点 A から点 B に向かって半分進み、90度方向を変えて半分だけ進むから、複素数 p は、
{\displaystyle p=a+ia=(1+i)a}
となる。ここに、i は虚数単位で、i² = -1 である。複素数は極形式 (r, θ) でも表現され、 
{\displaystyle i=\cos {\frac {\pi }{2}}+i\sin {\frac {\pi }{2}}=\exp \left({\frac {\pi }{2}}i\right)}
であるから、a に i をかけるということは半径 r = 1、偏角 π/2 の複素数をかけるということであり、拡大縮小をともなわない回転移動ということになる。 
同様にして、複素数 q,r,s は次のようになる。 
{\displaystyle q=2a+(1+i)b}
{\displaystyle r=2a+2b+(1+i)c}
{\displaystyle s=2a+2b+2c+(1+i)d}
点 Q から点 S に向かうベクトルを A 、点 P から点 R に向かうベクトルを B とすると，A は s - q ，B は r - p であるから、
{\displaystyle A=s-q=(b+2c+d)+i(d-b)}
{\displaystyle B=r-p=(a+2b+c)+i(c-a)}
となる。証明すべきは、線分 QS と線分 PR の長さが等しく、互いに直交していることであるから、複素数 A と B の関係が、 
{\displaystyle B=iA}
を満たすことである。または、この式の両辺に i をかけて整理すると、
{\displaystyle A+iB=0}
となり、この式で証明してもよい。実際に計算すると、
{\displaystyle A+iB}
{\displaystyle =(b+2c+d-c+a)+i(d-b+a+2b+c)}
{\displaystyle =(a+b+c+d)+i(a+b+c+d)=0}
となる。
なお、フィンスラー・ハドヴィッガーの定理を用いた証明もある。

## 性質
- 四角形の対角線の中点と、ヴァン・オーベルの定理の直交する2線分の中点は共円である[2]。

## 一般化
ダオ・タイン・オアイ（Dao Thanh Oai）は、ヤコビの定理のような形で、直交性を拡張した。
任意の四角形ABCDについて、∠A'AB = ∠A'BA, ∠B'BC = ∠B'CB, ∠C'CD = ∠C'DC, ∠D'DA = ∠D'ADとなるように点A', B', C', D'を配置したとき、A'C' ⊥ B'D' が成立する。
Mathematical Gazetteでは、ひし形や平行四辺形への拡張も示されている。